# أوسكار غاردن
أوسكار غاردن (بالإنجليزية: Oscar Garden)‏ هو طيار نيوزيلندي، ولد في 21 أغسطس 1903، وتوفي في 2 يونيو 1997.